# Eisenbahnunfall am Big Bayou Canot

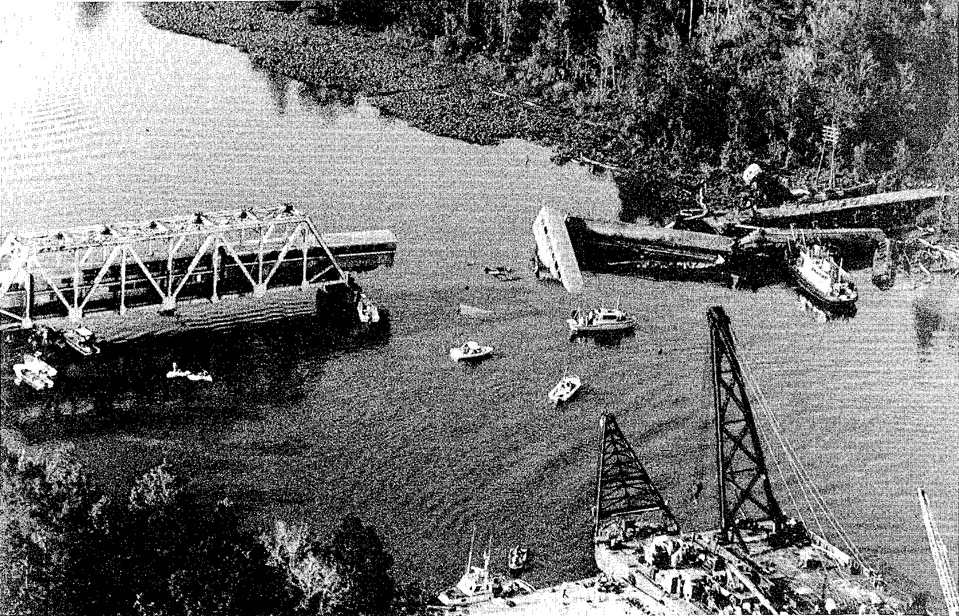
Die Unfallstelle am Tag nach dem Unglück

Der Eisenbahnunfall am Big Bayou Canot am 22. September 1993 bei Mobile (Alabama) war der schwerste Eisenbahnunfall in der Geschichte der US-amerikanischen Personenverkehrsgesellschaft Amtrak. 42 Reisende, zwei Zugbegleiter und die drei Lokführer starben.

## Ausgangslage

### Der Zug
Der Sunset Limited Express verließ mit etwa 200 Reisenden den Bahnhof von New Orleans wegen einer Reparatur mit über 30-minütiger Verspätung. Der Zug bestand aus drei Diesellokomotiven, einem Gepäck- und sieben Personenwagen. Der Zug musste auf seinem Weg die Bayou-Canot-Brücke befahren, die den gleichnamigen Arm des Mobile Rivers quert.

### Das Schiff
Ein sechsteiliger Schiffs-Schubverband, die Mauvilla, war mit Kohle und Roheisen beladen auf dem Mobile River unterwegs. In der Nacht des Unfalls herrschte dichter Nebel über dem Fluss und die Sichtweite betrug nur etwa 15 Meter. Das Schiff besaß ein Radargerät, hatte aber weder Kompass noch Karten an Bord. Gleichwohl überließ der Kapitän das Steuer einem wenig erfahrenen, radarunkundigen Schiffsführer.

### Die Brücke
Die 80 Jahre alte Bayou-Canot-Brücke war ursprünglich als Drehbrücke errichtet worden. Sie bestand aus drei Abschnitten: Der südliche Abschnitt war eine 55 Meter lange Fachwerkbrücke auf Betonpfeilern. Der mittlere Teil bestand aus Stahlträgern. Er war ursprünglich auf einem zentralen Stahl-Betonpfeiler drehbar montiert und 46 Meter lang. Der nördliche Abschnitt bestand aus einer 64 Meter langen Holzbohlenbrücke. Zwar wurde die Brücke nicht mehr als Drehbrücke genutzt, jedoch wurde versäumt, ihren beweglichen Teil so zu fixieren, dass er nicht mehr bewegt werden konnte. Andererseits war ein durchgehendes Gleis über die Brücke verlegt worden.

## Unfallhergang
Der Schiffsführer verfuhr sich: Er bog irrtümlich nach links auf den Big Bayou Canot ab, einen für den Schiffsverkehr gesperrten Seitenarm des Flusses. Er hielt ihn für eine Linksbiegung des Flusses, die jedoch einige Kilometer weiter nördlich liegt. Aufgrund seiner geringen Erfahrung deutete er die vor ihm auftauchende, unbeleuchtete Bayou-Canot-Brücke als weiteren Schubverband und versuchte, daran festzumachen. Da sich der Schiffsführer in der Geschwindigkeit verschätzte, rammte er die Brücke leicht mit der Spitze des Schubverbandes. In dem Glauben, am Ufer aufgelaufen zu sein, stoppte er sein Schiff.
Tatsächlich hatte er aber den drehbaren Teil der Brücke etwas verschoben und auch die zum Teil stark korrodierten Verbindungen zwischen Stahlträgern und Betonpfeilern gelockert. Der mittlere Teil der Brücke verschob sich so um etwa 97 Zentimeter. Das verbog das auf der Brücke liegende, durchgehende Gleis, ließ es jedoch nicht brechen.
Der Sunset Limited überquerte in diesem Moment ungefähr zwei Minuten vor der Brücke das letzte davor liegende Signal, das „Fahrt frei“ zeigte, ebenso wie zuvor schon das Vorsignal. Dieses Signal sicherte auch den Abschnitt, in dem die Brücke lag. Ein vorhandener Sensor wurde nicht aktiv, da er nur auf Schienenbrüche ansprach. In diesem Fall hätte er das Signal auf „Halt“ gestellt. Die Verschiebung des Gleises reichte aber aus, den Zug bei der gefahrenen Geschwindigkeit entgleisen zu lassen: Der Zug befuhr die Brücke um kurz vor 3:00 Uhr mit rund 115 km/h. Dabei entgleisten die drei Lokomotiven, der nachfolgende Gepäckwagen, ein Schlafwagen sowie zwei weitere Personenwagen. Bei ihrem Sturz in den sumpfigen Fluss rissen sie den mittleren Teil der Brücke mit sich. Die letzten Personenwagen blieben auf dem verbliebenen Rest der Brücke stehen. Der auslaufende Dieselkraftstoff der Lokomotiven geriet in Brand und breitete sich auf dem Wasser aus.

## Folgen
47 Menschen starben, 103 Reisende wurden zum Teil schwer verletzt. Der Besatzung des Schiffes gelang es, 17 Personen aus dem Wasser zu retten.
Unmittelbar nach dem Unfall, der von der Mauvilla selbst gemeldet wurde, nahm das FBI in Verbindung mit der Wasserschutzpolizei die Ermittlungen auf.
Als Konsequenz aus dem Unfall müssen alle Schiffe Radargeräte, Kompass und Gewässerkarten an Bord haben, alle Schiffsführer radarkundig sein, und alle Brücken über den Fluss Warnleuchten tragen.
Der Schiffsführer wurde in allen Anklagepunkten freigesprochen, navigierte jedoch nie mehr ein Schiff.

## Mediale Resonanz
Sehr ausführlich wird der Unfall in der Episode Schicksalsschläge (84) aus der Serie Medical Detectives geschildert. Außerdem behandelt die sechste Folge der ersten Staffel der Dokumentationsserie Sekunden vor dem Unglück den Unfall.
Der Theologe R. C. Sproul und seine Frau zählen zu den Überlebenden des Unfalls. Er hat einen entsprechenden Bericht veröffentlicht.